# Tobruk
Pour les articles ayant des titres homophones, voir Tobrouk et wikt:tobrouk.
Tobruk est un jeu vidéo de type wargame développé par  Data Design Systems  et publié par Personal Software Services  au Royaume-Uni en 1987 sur Commodore 64, ZX Spectrum et Amstrad CPC. Le jeu retrace le siège de Tobrouk de la guerre du désert pendant la Seconde Guerre mondiale. Le joueur y commande les forces de l’Axe et doit prendre le contrôle de bases égyptiennes défendues par les alliés avec pour objectif de prendre la ville de Tobrouk. À sa sortie, il reçoit des critiques mitigées dans la presse spécialisée qui critique son interface et certains de ses mécanismes de jeu.

## Trame
Tobruk retrace le siège de Tobrouk qui se déroule pendant la guerre du désert de la Seconde Guerre mondiale et lors duquel les forces britanniques et australienne tentent d’empêcher l’armée allemande d’Erwin Rommelde prendre la cité de Tobrouk en Libye italienne.

## Système de jeu
Tobruk est un wargame qui simule le siège de Tobrouk qui se déroule pendant la guerre du désert de la Seconde Guerre mondiale. Le jeu oppose l’armée allemande d’Erwin Rommel aux forces Britanniques et Australienne. Il peut se joueur seul contre l’ordinateur ou à deux. Dans le premier cas, le joueur commande les Allemands et son objectif est de capturer et de tenir autant de fortifications que possible, la prise de Tobrouk étant l’objectif ultime,. Le jeu se déroule principalement sur une carte centrée sur la région du Cyrénaïque en Libye sur laquelle sont notamment représentés les champs de mines mis en place par les Alliés entre Gazala et Bir Hakheim. Les forces allemandes débutent la partie sur la partie Ouest de la carte alors que les Alliés commencent leur offensive en Égypte.  

## Accueil
| Tobruk         |      |       |
| Média          | Pays | Notes |
| Computer Gamer | GB   | 84 %  |
| Crash          | GB   | 65 %  |
| Your Sinclair  | GB   | 8/10  |
| Sinclair User  | GB   | 2/5   |